# Salvador Hernández (judoka)
Salvador Hernández (31 de julio de 1961-30 de enero de 2022) fue un deportista mexicano que compitió en judo.
Ganó dos medallas de bronce en el Campeonato Panamericano de Judo, en los años 1986 y 1992. Participó en los Juegos Olímpicos de Seúl 1988, donde finalizó decimocuarto en la categoría de –60 kg.

## Palmarés internacional
| Campeonato Panamericano | Campeonato Panamericano | Campeonato Panamericano | Campeonato Panamericano |
| Año                     | Lugar                   | Medalla                 | Categoría               |
| ----------------------- | ----------------------- | ----------------------- | ----------------------- |
| 1986                    | Salinas (Puerto Rico)   | Medalla de bronce       | –60 kg                  |
| 1992                    | Hamilton (Canadá)       | Medalla de bronce       | –60 kg                  |